# Молочай жигулёвский
Молочай жигулёвский (лат. Euphorbia zhiguliensis) — вид травянистых растений рода Молочай (Euphorbia)
семейства Молочайные (Euphorbiaceae).

## Ботаническое описание
Многолетнее травянистое растение высотой до 40 см. Стебли голые. Листья голые, немногочисленные, линейные, в основании внезапно суженные, усечённые или округлые. Цветёт в мае, плодоносит в июне.

## Экология и распространение
Растет по опушкам дубрав, в редких остепнённых сосняках, в каменистой степи и по скалам.
Эндемик России. Встречается только на Жигулевской возвышенности в Самарской области.

## Охранный статус
Занесён в Красную книгу России и в региональную Красную книгу Самарской области. Лимитирующими факторами являются пожары, разработка известняка, выпас скота в местах произрастания вида.